# Åsa Waldau
Åsa Maria Jacobsson, känd under tidigare namnet Åsa Waldau, tidigare Björk, född Jacobsson 26 oktober 1965 i Örebro, är en svensk före detta pastor som blev rikskänd genom  Knutbydramat. Hon ansågs i delar av Filadelfiaförsamlingen i Knutby vara den Kristi brud som kristenheten annars identifierar som den kristna kyrkan. Efter Knutbymorden figurerade Waldau i pressen under den benämningen.
Åsa Waldau är dotterdotter till pastor Willis Säwe, en av pingströrelsens ledande företrädare i Sverige.

## Utbildning och verksamhet
Waldau fick sin teologiska utbildning vid Månadsbibelskolan i Filadelfiaförsamlingen i Stockholm i oktober 1985, där också Kim Wincent deltog. Josef Östby var en av deras lärare. Hon arbetade i slutet på 1980-talet som ungdomsledare i pingstförsamlingen i Laxå, där hon även under ett par år var gift Björk. Efter detta arbetade hon i pingstförsamlingen i Uppsala, där hon blev ungdomspastor 1990. Waldau (då Björk) skulle vara ansvarig för barnarbetet.
2004 var Waldau en av Knutbyförsamlingens sex lekmannapastorer. Hennes kollegor var Urban Fält, Kim Wincent, Peter Gembäck, Emma Gembäck och Johan Grimborg, och tidigare Helge Fossmo. I samband med Knutbydramat, då hennes yngre syster Alexandra Fossmo mördades (10 januari 2004), var mediebevakningen av Waldau enorm, eftersom hon i samband med mordutredningen blev känd som, och fick epitetet, Kristi brud.
Efter den uppmärksammade rättegången grundade Waldau Gränsta Spa i Gränsta i Knutby distrikt, som drevs av församlingen. Under två års tid arbetade hon med musikalbumet "Mitt hjärta" som släpptes i november 2005.
I oktober 2009 lämnade Åsa Waldau sitt uppdrag som pastor, men var då fortfarande medlem i Knutbyförsamlingen. 2016 lämnade hon dock församlingen. I oktober 2016 skilde sig Waldau från sin dåvarande man Patrik Waldau.
Församlingen tog senare helt avstånd ifrån den omdiskuterade Kristi brud-läran, och under våren 2018 lades församlingen ned.
Den 13 januari 2020 inleddes en rättegång i Uppsala tingsrätt mot Waldau och två andra före detta pastorer, Peter Gembäck och Urban Fält, rörande missförhållanden inom Knutbyförsamlingen.  Waldau fälldes för åtta fall av misshandel och dömdes av tingsrätten till villkorlig dom med samhällstjänst i 120 timmar.

## Diskografi
- 2005 – Mitt hjärta (Kuling Records)[12]
- 2013 – Studio LIVE (Kuling Records)[13]